# Roche-lez-Beaupré
Roche-lez-Beaupré är en kommun i departementet Doubs i regionen Bourgogne-Franche-Comté i östra Frankrike. Kommunen ligger i kantonen Marchaux som tillhör arrondissementet Besançon. År 2022 hade Roche-lez-Beaupré 2 185 invånare.

## Befolkningsutveckling
Antalet invånare i kommunen Roche-lez-Beaupré
Referens:INSEE